# Johann Peter Eckermann
Johann Peter Eckermann (Winsen, 21 de setembro de 1792 - Weimar, 3 de dezembro de 1854) poeta e escritor alemão, é mais conhecido por sua obra Conversas com Goethe, fruto de sua associação com Johann Wolfgang von Goethe durante os últimos anos da vida de Goethe.

## Biografia
Eckermann nasceu em Winsen (Luhe) em Harburg, de linhagem humilde, e foi criado na penúria e na privação.
Depois de servir como voluntário na Guerra de Libertação (1813-1814), ele obteve uma nomeação de secretário no departamento de guerra de Hanover. Em 1817, embora com vinte e cinco anos de idade, foi autorizado a frequentar o ginásio de Hanover e depois a universidade de Göttingen, da qual, no entanto, após um ano de residência como estudante de direito, deixou em 1822.
Seu relacionamento com Goethe começou no ano seguinte, quando Eckermann enviou a Goethe o manuscrito de Beiträge zur Poesie (1823). Logo depois ele foi para Weimar, onde se sustentou como professor particular. Por vários anos, ele também instruiu o filho do grão-duque. Em 1830 ele viajou para a Itália com o filho de Goethe. Em 1838, ele recebeu o título de conselheiro do grão-ducal e foi nomeado bibliotecário da grã-duquesa.

## Escritos
Eckermann é principalmente lembrado por suas importantes contribuições para o conhecimento do grande poeta contido em suas Conversas com Goethe (1836-1848). A Eckermann Goethe confiou a publicação de seu Nachgelassene Schriften (obras póstumas) (1832-1833). Ele também foi editor-adjunto com Friedrich Wilhelm Riemer (1774-1845) da edição completa das obras de Goethe em 40 vols (1839-1840). Ele morreu em Weimar em 3 de dezembro de 1854.
Os Gespräche mit Goethe de Eckermann (vols: i. E ii. 1836; vol. Iii. 1848; 7ª ed., Leipzig, 1899; melhor edição de Ludwig Geiger, Leipzig, 1902) foram traduzidos para quase todas as línguas europeias, (Traduções para o inglês por Margaret Fuller, Boston, 1839, e John Oxenford, Londres, 1850).
Além desta obra e do Beiträge zur Poesie, Eckermann publicou um volume de poemas (Gedichte, 1838. Ver JP Eckermanns Nachlaß editado por Friedrich Tewes, vol. I. (1905), e um artigo de R.M. Meyer no Goethe-Jahrbuch, xvii. (1896)).